# Łukasz Kowalski (muzyk)
Łukasz Kowalski (ur. 10 czerwca 1981) – polski muzyk sesyjny, klawiszowiec, kompozytor i producent muzyczny.
Kierownik muzyczny w zespole Andrzeja Piasecznego, klawiszowiec Velvet. Współpracował z takimi artystami jak Natalia Kukulska, Mieczysław Szcześniak, Ewa Bem, O.S.T.R., Monika Brodka, Novika, Seweryn Krajewski. Grał w zespole Pilichowski Band.

## Dyskografia
- 2005 Jednym tchem (Andrzej Piaseczny)[4]
- 2008 Live Satyrblues Festival (Pilichowski Band)[5]
- 2009 Spis rzeczy ulubionych (Andrzej Piaseczny)
- 2009 Na przekór nowym czasom – live (Andrzej Piaseczny i Seweryn Krajewski)[6]
- 2010 Fair of Noise (Wojtek Pilichowski)[7]